# Omicidio di Paolo Rossi
L'omicidio di Paolo Rossi, studente diciannovenne, avvenne il 27 aprile 1966 all'interno dell'Università La Sapienza di Roma, come conseguenza di un pestaggio ad opera di studenti di estrema destra. È il primo morto per mano fascista nel secondo dopoguerra.

## Storia
Nato nel 1947, Paolo Rossi, studente candidato al Parlamentino Universitario dell'Università "La Sapienza" nelle file dell'Unione goliardica italiana, schierata politicamente a sinistra, era uno studente universitario, cattolico, iscritto alla Gioventù Socialista e scout dell'ASCI.
Mentre Rossi distribuiva volantini di propaganda all'interno della città universitaria, fu coinvolto con i suoi compagni in un tafferuglio sulle scale della facoltà di Lettere provocato da studenti di Primula Goliardica, che protestavano per presunti brogli elettorali. Paolo Rossi, secondo quanto emerse dal processo, cadde dalle scale da un'altezza di cinque metri in seguito ai postumi del pugno ricevuto in precedenza durante gli scontri con estremisti di destra. Portato subito in ospedale in stato di coma per un forte trauma al cranio morì nella notte, appena diciannovenne. Il responsabile della caduta di Rossi non fu mai identificato.
Il 30 luglio 1968 si arrivò alla sentenza di “omicidio preterintenzionale contro ignoti”: si riconosceva che era stato commesso un “delitto” anche se restavano sconosciuti gli autori.
Come ricorderà il padre in un lungo articolo del 1976 per una rivista degli Scout:

## Nella cultura di massa
Antonello Venditti, nella canzone Giulio Cesare, quando parla di Paolo Rossi non si riferisce al famoso calciatore ma, come confermato dal cantautore, al Paolo Rossi studente.